# Адамс, Нейл
Нейл Адамс (англ. Neil Adams, род. 27 сентября 1958 года) — английский дзюдоист, двукратный серебряный призёр Олимпийских игр, чемпион мира, пятикратный чемпион Европы.

## Факты
- Адамс стал первым британским дзюдоистом, выигравшим титул чемпиона мира среди мужчин. Он также стал первым среди мужчин-британцев, кто одновременно владел титулами чемпиона Европы и мира.
- До Адамса чемпионами мира в среднем весе были только японцы.
- Является популярным комментатором фильмов о боевых искусствах[2].

## Видео
Чемпионат мира по дзюдо, Маастрихт 1981, финал в весе 78 кг: Нейл Адамс (Великобритания) – Дзиро Касэ (Япония)